# Corimbion martinsi
Corimbion martinsi är en skalbaggsart som beskrevs av Giesbert 1998. Corimbion martinsi ingår i släktet Corimbion och familjen långhorningar.
Artens utbredningsområde är:
- Costa Rica.
- Guatemala.
- Honduras.

Inga underarter finns listade i Catalogue of Life.